# Jaroslav Vaculík
Jaroslav Vaculík (ur. 1947 w Velké Losiny, zm. 5 maja 2021 w Brnie
) – czeski historyk.
Urodził się 27 lutego 1947 w miejscowości Velké Losiny. W 1970 ukończył studia na Uniwersytecie Palackiego w Ołomuńcu. W 1976 uzyskał tytuł PhDr. na Uniwersytecie Masaryka w Brnie na podstawie pracy Reemigrace a usidlování volyňských Čechů na severní Moravě v letech 1945–1948, a w 1984 tytuł CSc. na tej samej uczelni na podstawie pracy Reemigrace a usidlování volyňských Čechů v letech 1945–1948. W 1986 uzyskał tytuł docenta, a 2002 habilitował się na Uniwersytecie Masaryka na podstawie pracy Reemigrace zahraničních krajanů a jejich usidlování v letech 1945-1950. W 2008 uzyskał tytuł profesora historii.
Odbył staże m.in. na Uniwersytecie Warszawskim i Uniwersytecie Wrocławskim.
Jego artykuły naukowe ukazywały się na łamach takich czasopism jak "Historica. Revue pro historii a příbuzné vědy", "Czech-Polish historical and pedagogical journal", "Slavjanskij sbornik" i "Rossijskije i slavjanskije issledovanija".

## Publikacje
- Nástin českých a slovenských přeshraničních migrací v meziválečném období. 1. vyd. Brno: Masarykova univerzita, 2010. 116 s.
- České menšiny v Evropě a ve světě. Praha: Libri, 2009. 319 s.
- (współautor) Nové osídlení pohraničí českých zemí po druhé světové válce. 1. vyd. Brno: Akademické nakladatelství, 2005. 359 s.
- Poválečná repatriace československých tzv. přemístěných osob. Brno: Masarykova univerzita, 2004. 91 s.
- Poválečná reemigrace a usídlování zahraničních krajanů. první. Brno: Masarykova univerzita, 2002. 229 s.
- Češi v cizině- Emigrace a návrat do vlasti. 1. vyd. Brno: Masarykova univerzita, 2002. 74 s.
- Dějiny volyňských Čechů III. 1. vyd. Brno: Masarykova univerzita, 2001. 216 s.
- Začleňování reemigrantů do hospodářského života v letech 1945-1950. 1. vyd. Praha: Národohospodářský ústav Josefa Hlávky, 2001. 85 s.
- Dějiny volyňských Čechů II.(1914-1945). první. Praha: Sdružení Čechů z Volyně, 1998. 191 s.
- Dějiny volyňských Čechů I. (1868-1914). Praha: Sdružení Čechů z Volyně a jejich přátel, 1997. 211 s.
- Hledali svou vlast. Praha: Česká expedice, 1995. 40 s.
- Reemigrace zahraničních Čechů a Slováků vletech 1945-1950. Brno: Masarykova univerzita Brno, 1993. 200 s.